# Florida Federal Open 1983
Florida Federal Open 1983 — жіночий тенісний турнір, що проходив на відкритих кортах з твердим покриттям Innisbrook Resort and Golf Club у Тампі (США). Належав до Світової чемпіонської серії Вірджинії Слімс 1983. Відбувся водинадцяте і тривав з 10 жовтня до 16 жовтня 1983 року. Перша сіяна Мартіна Навратілова здобула титул в одиночному розряді й отримала за це 28 тис. доларів США.

## Фінальна частина

### Одиночний розряд
Мартіна Навратілова —  Пем Шрайвер 6–3, 6–2
- Для Навратілової це був 13-й титул в одиночному розряді за сезон і 83-й — за кар'єру.

### Парний розряд
Мартіна Навратілова /  Пем Шрайвер —  Бонні Гадушек /  Венді Вайт-Prausa 6–0, 6–1
- Для Навратілової це був 23-й титул за сезон і 175-й — за кар'єру. Для Шрайвер це був 12-й титул за сезон і 46-й — за кар'єру.

## Розподіл призових грошей
| Дисципліна       | П       | F       | ПФ     | ЧФ     | 1/8    | 1/16 |
| Одиночний розряд | $28,000 | $14,000 | $7,000 | $3,350 | $1,675 | $825 |